# Viracocha
|  | For Sapa Inka af samme navn, se Viracocha Inka |
Viracocha er inkaernes skabende gud. Denne skabende gud har forskellige navne, men Viracocha er den spanske version, og det betyder Herren.
Viracocha har ifølge inkaerne skabt ikke blot alle verdslige ting, men også alle de andre guder som solguden Inti, månen, Venus, visse stjerner og også Jorden og havet. Solen havde særlig betydning for befolkningen i Andesbjergene, hvor luften er tynd, og hvor det derfor er særlig koldt om natten, og også fordi solen havde vital betydning for modningen af afgrøderne f.eks. majs.
- Wikimedia Commons har flere filer relateret til Viracocha

| Religion | Spire Denne religionsartikel er en spire som bør udbygges. Du er velkommen til at hjælpe Wikipedia ved at udvide den. |